# 相應部
《相應部》，又称《相應尼迦耶》，为《巴利三藏》中由眾多短經根據相應主題編集在一起的經藏，南傳上座部佛教典籍，对应北傳佛教的《雜阿含經》。由於對重複段落的計數方式產生差異，經數在不同版本之間並不一致。巴利聖典協會的版本是二八八九經，而善見律毘婆沙則說有七七六二經。Rupert Gethin的研究指出緬甸和僧伽羅版分別是二八五四經和七六五六經，他自己的計算是六六九六經。菩提比丘的英譯本給出二九零四經。雜阿含經根據《大正藏》的編次為一三六二經，若據印順法師將濃縮經數也列入計算，則可達一三四一二經。
《相應部》分為五品五十六相應，有偈品（十一相應）、因缘品（十相應）、蘊品（十三相應）、六處品（十相應）、大品（十二相應）。

## 譯本

### 漢譯
- 吳老擇、慧嶽譯，漢譯南傳大藏經[]·相應部（13-18冊），1993-1994，元亨寺妙林出版社[4]
- 蕭式球譯，出自志蓮淨苑巴利文翻譯組學報（巴利文佛典選譯 （页面存档备份，存于）），2006首次出刊
- 莊春江譯，出自莊春江工作站（漢譯相應部 （页面存档备份，存于）），2013-

### 英譯
- Caroline Rhys Davids（英语：Caroline Rhys Davids） & F. L. Woodward（英语：F. L. Woodward）譯，The Book of the Kindred Sayings （页面存档备份，存于），5冊，1917–1930，Bristol: Pali Text Society. ISBN 978-0860130123
- Bhikkhu Bodhi（英语：Bhikkhu Bodhi）譯，The Connected Discourses of the Buddha （页面存档备份，存于），2000， Somerville, MA: Wisdom Publications. ISBN 0-86171-331-1
- Bhante Sujato（英语：Bhikkhu Sujato）譯，The Linked Discourses，2018， SuttaCentral 網路版 （页面存档备份，存于）

## 結構

### 有偈品(Sagatha-vagga，1-11相應)
1. 諸天相應(Devata)
2. 天子相應(Devaputta)
3. 拘薩羅相應(Kosala)
4. 魔羅相應(Mara)
5. 比丘尼相應(Bhikkhuni)
6. 梵天相應(Brahma)
7. 婆羅門相應(Brahman)
8. 溫耆沙(長老)相應(Vangisa)
9. 林相應(Vana)
10. 夜叉相應(Yakkha)
11. 帝釋天相應(Sakka)

### 因缘品(Nidana-vagga，12-21相應)
12. 因緣相應(Nidana)

13. 現觀相應(Abhisamaya)

14. 界相應(Dhatu)

15. 無始相應(Anamatagga)

16. 迦葉相應(Kassapa)

17. 利得相應(Labhasakkara)

18. 羅睺羅相應(Rahula)

19. 勒迦那相應(Lakkana)

20. 譬喻相應(Opamma)

21. 比丘相應(Bhikkhu)

### 蘊品(Khandha-vagga，22-34相應)
22. 蘊相應(Khandha)

23. 羅陀相應(Rādha)

24. 見相應(Ditthi)

25. 入相應(Okkanti)

26. 生相應(Uppada)

27. 煩惱相應(Kilesa)

28. 舍利弗相應(Sāriputta)

29. 龍相應(Nāga)

30. 金翅鳥相應(Suppana)

31. 乾闥婆相應(Gandhabba)

32. 雲(天) 相應(Valahaka)

33. 婆磋種相應(Vacchagotta)

34. 禪相應(Jhana)

### 六处品(Salayatana-vagga，35-44相應)
35. 六入處相應(Salayatana)

36. 受相應(Vedana)

37. 女人相應(Matugama)

38. 閻浮車相應(Jambukhadaka)

39. 沙門出家相應(Samandaka)

40. 目犍連相應(Moggallana)

41. 質多相應(Citta)

42. 聚落主相應(Gamani)

43. 無為相應(Asankhata)

44. 無記相應(Abyakata)

### 大品(Maha-vagga，45-56相應)
45. 道相應(Magga)

46. 覺支相應(Bojjhanga)

47. 念處相應(Satipatthana)

48. 根相應(Indriya)

49. 正勤相應(Sammappadhana)

50. 力相應(Bala)

51. 神足相應(Iddhipada)

52. 阿那律相應(Anuruddha)

53. 禪相應(jhana)

54. 阿那般那相應(Anapana)

55. 須陀洹相應(Sotapatti)

56. 諦相應(Sacca)

## 外部連結
- 《新相應部英譯》導論 （页面存档备份，存于） 菩提比丘（英语：Bhikkhu Bodhi）著